# Pierre Courbois
Pierre Antoine Otto Courbois (Nijmegen, 23 april 1940) is een Nederlandse jazzdrummer, bandleider en componist.

## Loopbaan
Courbois studeerde klassiek slagwerk aan het Muzieklyceum in Arnhem. Vervolgens verhuisde hij naar Parijs, destijds dé hoofdstad van de jazz, waar grootheden als Miles Davis, Kenny Clarke en Stan Getz muziek maakten. Hier speelde hij met beroemde jazzmuzikanten als Jean-Luc Ponty, Eric Dolphy, en Ben Webster, en hij kreeg er drumles van Clarke, wiens brush-techniek hij bestudeerde en verder ontwikkelde. Als componist heeft hij bijna 100 werken op zijn naam staan.
Volgens Willem Breuker was Courbois de allereerste Europeaan die experimenteerde met free jazz, free music, jazz-rock en elektronische geïmproviseerde muziek. In 1961 werd Courbois de bandleider van het (Original Dutch) Free Jazz Quartet. In 1964 richtte saxofonist en vibrafonist Gunter Hampel zijn Heartplants Quintet op, met Manfred Schoof, Alexander von Schlippenbach, Buschi Niebergall en Pierre Courbois. Mede dankzij dit kwintet, dat midden jaren zestig door heel de wereld trok, werd Courbois bekend binnen de jazzwereld.
Samen met pianist Jasper van 't Hof richtte hij eind 1969 het ensemble Association PC op. Hiermee toerde hij gedurende de jaren zeventig ook weer in de hele wereld. Ook tegenwoordig speelt Courbois nog regelmatig met Van 't Hof.
De laatste jaren treedt Courbois op met zijn eigen sextet, genaamd het Pierre Courbois Vijfkwarts Sextet, dat veel succes heeft met de cd Révocation (2007). Soms speelt hij ook samen met zijn zoon Barend Courbois en Jasper van 't Hof (dit trio heet CourHof), met Polo de Haas in het Gong Duo, en met Loek Dikker in het Waterland Trio/Sextet. Ook zijn Qwintett is onlangs heropgericht met Toon de Gouw (trompet), Jan Menu (bariton- en sopraansax), Niko Langenhuijsen (piano) en Egon Kracht (contrabas). En bij zijn Sextedt komt Ilja Reijngoud (trombone) er bij.
In 1994 kreeg Courbois op het North Sea Jazz Festival de Bird Award. Sinds 2000 is hij Ridder in de Orde van Oranje Nassau.
In 2008 ontving Courbois de VPRO/Boy Edgar Prijs tijdens een feestelijke bijeenkomst in het Bimhuis te Amsterdam. Begin 2010 verscheen een door onder meer Bert Vuijsje geschreven boek over zijn langdurige carrière, getiteld Révocation - naar een van zijn bekendste composities.

## Privéleven
Pierre Courbois is de jongere broer van actrice Kitty Courbois. Hij is sinds 1964 getrouwd met Wennie Dam en is vader van Daniëlle en Barend Courbois, en grootvader van Bobbie en Boris. Courbois is actief lid van de Socialistische Partij. Bij de Tweede Kamerverkiezingen 2023 was hij lijstduwer op de kandidatenlijst van deze partij.

## Documentaire
- Op repeteren, studeren en componeren stond de doodstraf in de serie NJA Jazzportretten (Jan Kelder)

- Bibliothèque nationale de France: cb13792115f (data)
- Digitale Bibliotheek voor de Nederlandse Letteren: cour056
- Gemeinsame Normdatei: 142571717
- International Standard Name Identifier: 0000 0000 8216 9467
- Library of Congress Control Number: n97098851
- MusicBrainz: 805a51ea-ec1f-414d-8473-cb419bc09284
- Nederlandse Thesaurus van Auteursnamen: 097027650
- Virtual International Authority File: 31285829
- WorldCat: E39PBJj4tkWkWTjJq877CCDQbd